# جان باول ساييس
جان باول ساييس (بالهولندية: Jan-Paul Saeijs)‏ (20 يونيو 1978 بلاهاي في هولندا - ) هو لاعب كرة قدم هولندي في مركز الدفاع. لعب مع أدو دين هاغ ودي غرافشاب ورودا ياي سي وكريينهوت ونادي ساوثهامبتون وكريينهوت.

## وصلات خارجية
- جان باول ساييس على موقع قاعدة بيانات كرة القدم.إي يو (الإنجليزية)
- جان باول ساييس على موقع Soccerbase.com (لاعب) (الإنجليزية)
- جان باول ساييس على موقع Soccerway.com (الإنجليزية)